# كونكورد (جورجيا)
كونكورد (بالإنجليزية: Concord, Georgia)‏ هي بلدة تقع في مقاطعة بايك، جورجيا بولاية جورجيا في الولايات المتحدة. تبلغ مساحتها 2.2 (كم²)، وترتفع عن سطح البحر 247 م، بلغ عدد سكانها 336 نسمة في عام 2000 حسب إحصاء مكتب تعداد الولايات المتحدة وتصل الكثافة السكانية فيها 152.7 نسمة/كم2.

## وصلات خارجية
- The US50 - Cities and Towns in Georgia State
- Georgia Cities and Towns, Facts, Map, Flag, Colleges, Government, and More